# Звірівка
Зві́рівка — село в Україні, у Новоукраїнській міській громаді Новоукраїнського району Кіровоградської області.

## Історія
20 жовтня 2015 року, в ході децентралізації, село увійшло до складу Новоукраїнської міської громади.
19 липня 2020 року, в результаті адміністративно-територіальної реформи та ліквідації Новоукраїнського району (1923—2020), село увійшло до складу новоутвореного Новоукраїнського району.

## Населення
За переписом УРСР 1989 року чисельність наявного населення села становила 642 особи, з яких 292 чоловіки та 350 жінок.
За переписом населення України 2001 року в селі мешкали 602 особи.

### Мова
Розподіл населення за рідною мовою за даними перепису 2001 року:
| Мова       | Відсоток |
| ---------- | -------- |
| українська | 96,01 %  |
| російська  | 2,33 %   |
| білоруська | 1,66 %   |

## Транспорт

Залізнична станція Адабаш

В селі розташована залізнична станція Адабаш Знам'янської дирекції Одеської залізниці, яка обслуговує пасажирів далекого сполучення (курсує поїзд Київ — Одеса) та приміського сполучення (обслуговують напрямок Імені Тараса Шевченка — Помічна). Неподалік села знаходиться пасажирський залізничний зупинний пункт Звірове.

## Постаті
- Сеник Сергій Сергійович (1987—2022) — старший сержант Збройних сил України, учасник російсько-української війни.